# 75. vestlige længdekreds
Den 75. vestlige længdekreds (eller 75 grader vestlig længde) er en længdekreds, der ligger 75 grader vest for nulmeridianen. Den løber gennem Ishavet, Nordamerika, Atlanterhavet, Caribien, Sydamerika, Stillehavet, det Sydlige Ishav og Antarktis.